# 3LDK♥
『3LDK♥』（さんエルディーケイ）は、2003年6月27日にDEEPBLUEより発売された18禁恋愛アドベンチャーゲーム。2004年7月1日にプリンセスソフトよりCERO：C（15才以上対象）のPlayStation 2版『3LDK♥〜幸せになろうよ〜』が発売されている。

## ストーリー
"浅川雅人"は平凡な高校2年生。元々両親と隣に住んでいたが、現在は居候をしながら同じ学校・光葉学園に通っている幼なじみ"妹尾千寿"と、3LDKのマンションの一室で暮らしていた。だが急に両親が海外に転勤となり、その結果千寿と二人暮らしになってしまう。しかも煩い両親の干渉もなく、家事からも千寿に一任して解放される、自由奔放な生活が始まるはずだった。
ところが突如として、千寿の姉である、早寝早起きが身上のお堅い女性"妹尾蓬"が監視役としてやってきた上に、チンピラに襲われていた人気上昇中のアイドル"宮下綾瀬"を匿ったら居つかれ、更に究極の不幸少女"雪村のえる"と謎の家出娘"日菜"もやってきて、広かったはずの3LDKにて、女の園に男一人の男女6人同居状態という狭い狭い空間でのドタバタが始まったのであった。

## 登場人物
浅川 雅人（あさかわ まさと）
主人公。小学生の頃はサッカー少年でエースストライカーとして活躍したが、背が伸びないのを苦にして途中で断念してしまった過去がある。
妹尾 千寿（せのお ちほぎ）
声：青葉楓（PC版） / 島香麗子（PS2版）
身長159cm / スリーサイズB86 W58 H85 / 体重47kg / 誕生日12月10日 / 射手座 / 血液型O
元々隣に住んでいたが、1年前の両親の転居を機会に雅人の家に居候を始め、色々と世話を焼くこととなる。周囲からは主人公と公認のカップルのように思われているが、特にお互い否定も肯定もしておらず、恋人同士という意識もない。スポーツで彼女が唯一得意な水泳部に所属している朗らかな少女。口癖「あややっ」
妹尾 蓬（せのお よもぎ）
声：柳井流海
身長165cm / スリーサイズB89 W59 H90 / 体重53kg / 誕生日3月18日 / 魚座 / 血液型O
千寿の姉。雅人と千寿の監視役としてやってくる。実家は神社で、いつも巫女装束を着ている。実際の職業も巫女である。男女間の交際に関してはとってもお堅い考えの持ち主。お姉さん口調で話すが、のほほんとした雰囲気である為あまり説得力は無い。口癖「めっ」
宮下 綾瀬（みやした あやせ）
声：長崎みなみ
身長157cm / スリーサイズB78 W55 H81 / 体重44kg / 誕生日4月19日 / 牡羊座 / 血液型A
現役アイドルだが現在は仕事に気が乗らず、無責任にも失踪中。気が大変強い。生まれつき器用で殆どあらゆる事に長けるが自炊、掃除、洗濯などの生活能力は皆無で努力する意思も意欲も無い、生活破綻者。口癖「ぶっ殺す！！」
雪村 のえる（ゆきむら のえる）
声：木葉楓
身長163cm / スリーサイズB83 W56 H84 / 体重46kg / 誕生日12月24日 / 山羊座 / 血液型A
金髪ロングヘアーに真っ青な碧眼、純白の肌という西洋人で、お嬢様的な外見を持つ美少女であるが実は孤児で超不幸少女。さらには一人暮らしを決意するが悪徳不動産屋に騙され引越し資金を失うなど散々。貧乏性（実際に裕福ではなく奨学金を受けている）で極度の男性恐怖症。12月24日の雪の日に孤児院「にこにこハウス」の前に捨てられていて肉親は無く、13回も請われて養女に出されるがいずれも破産するなど里親が不幸に会い、自分と関わると他人が不幸になると思っている。学校に通う時は眼鏡っ娘で地味な存在。大好物は夕張メロンキャラメルで、それは彼女の生活上、最高の贅沢品である。
サイキック能力？（彼女の意思では無く、近寄る男性に向かって物体が飛来したり落下したりする）有り。口癖「ストップですぅ！！」
日菜（ひな）
声：乃田あす実
身長150cm / スリーサイズB74 W49 H75 / 体重39kg / 誕生日2月7日 / 水瓶座 / 血液型AB
本名：日菜子・ビクトリア・オースティン。謎の家出娘。自称トリケラトプスの子供。遺伝子操作によって誕生した人造人間であるため、両親は居ない。英国の大富豪が日本に留学中に恋をした「日菜子」をモデルとして、日菜を創造する。口癖「エロエロ〜」。

## スタッフ
- 原画：きみづか葵
- シナリオ：御子石大郁、村中志帆

## 主題歌
PC版・PS2版共通。
オープニングテーマ「恋のぱにっく☆るーむ」
作詞・作曲・編曲：上松範康 / 歌：yukka
エンディングテーマ「ちいさなへや」
作詞：上松範康 / 作曲・編曲：藤間仁 / 歌：佐藤裕美

## エピソード
- 初回限定版は、日菜と主人公（プレイヤー）とのベッドシーンで日菜の股間にモザイクが掛かっていなかったCGが入っていたことから、コンピューターソフトウェア倫理機構の倫理規定に違反するとして自主回収となり、その後に修正版が発売された。

## 関連商品
- 3LDK♥ ビジュアルワークス ISBN 4-86133-018-1
- ソフガレノベルズ
  - 3LDK♥〜幸せになろうね！〜 1・日菜&のえる編 ISBN 4-86133-008-4
  - 3LDK♥ 2・千寿編 ISBN 4-86133-012-2
- 3LDK♥ サウンドトラック&ドラマCD